# Seriola Marchionale
La Seriola Marchionale è un torrente della Lombardia che scorre nella provincia di Mantova, nell'Alto Mantovano.
Nasce in località Prede, nell'estremo nord del territorio di Castiglione delle Stiviere, al confine con Carpenedolo e Montichiari e confluisce dopo 35 km circa nell'Osone Nuovo, dopo aver attraversato il territorio dei comuni di Castiglione delle Stiviere, Medole, Guidizzolo, Ceresara, Rodigo e Goito.
È così chiamata in onore di Gianfrancesco Gonzaga, primo marchese di Mantova e rivestiva importanza notevole per i Gonzaga oltre che ai fini irrigui, anche a protezione del Serraglio mantovano. Il torrente è stato anche teatro della battaglia di Medole del 1859.
La fauna ittica presente è costituita da siluri, gamberi, lucci, carpe, vaironi e alborelle.